# Homochlodes lactispargaria
Homochlodes lactispargaria là một loài bướm đêm trong họ Geometridae.